# 教育部语言中心
教育部语言中心（简称：MOELC）是新加坡教育系统学生学习其他语言的中央教育机构。璧山和纽顿有两个校区，由新加坡教育部管理。学生仍然就读于所报读的学府。
教育部语文中心主要开办外语课程，为修读第三语言的学生提供所需课程，并将学习报告交付学校的正式评分方案内。此外，教育部语文中心也开办马来文第一语文和第二语文水平的母语课程，为就读于不设马来语系的学校的马来族学生提供母语课程。
如果学生从国外归来，不熟悉母语，或者母语不是新加坡三个“官方”语言（即马来语，中文或印度语）的外籍人士，即可豁免修读母语，并以外语替代。在豁免案例中，学生可修读MOELC提供的外语代替母语为第二语言（第二语言是新加坡教育系统所有学生的必修科目）。

## 课程内容
教育部语文中心的璧山校区提供法语，德语和日语课程；纽顿校区则提供法语，西班牙语和日语课程。 马来语因为是本土母语，不包括外语课程范围内。 马来语课程分别包括马来语特别课程（MSP），以及不同年级程度的马来语高级母语课程（Higher Malay，即第一语文水平的马来语）。以马来语为第一语文或以第三语文报考并顺利通过新加坡-剑桥普通教育证书普通水准（新加坡-剑桥GCE O-水准）会考，并以英文作为第一语文计算“L1R4”或“L1R5”成绩的学生均可在申请高等教育学府时从其成绩中可扣除两个优待分（一个较低的数字被认为在总O水平分数中更好）。
MOELC的主要重点是中等教育水平，而评分是以考试为导向的。 MOELC的正式目标是让学生在新加坡-剑桥普通教育证书普通水准（新加坡-剑桥GCE O-水准）会考中通过语文考试。MOELC不会颁发毕业文凭。 而是以新加坡-剑桥普通教育证书普通水准文凭为准。 由于新加坡的双语教育要求，以外语为第二语言的学生必须考获外语及英文及格，才有资格进入新加坡大部分高等院校。 MOELC每个季度向学生就读的学校报告学生成绩，即两个连续评估（每个连续评估分别占年终成绩的15％），第一次评估（25％）和期末考试（45％）， 此将整合为学生全年成绩。

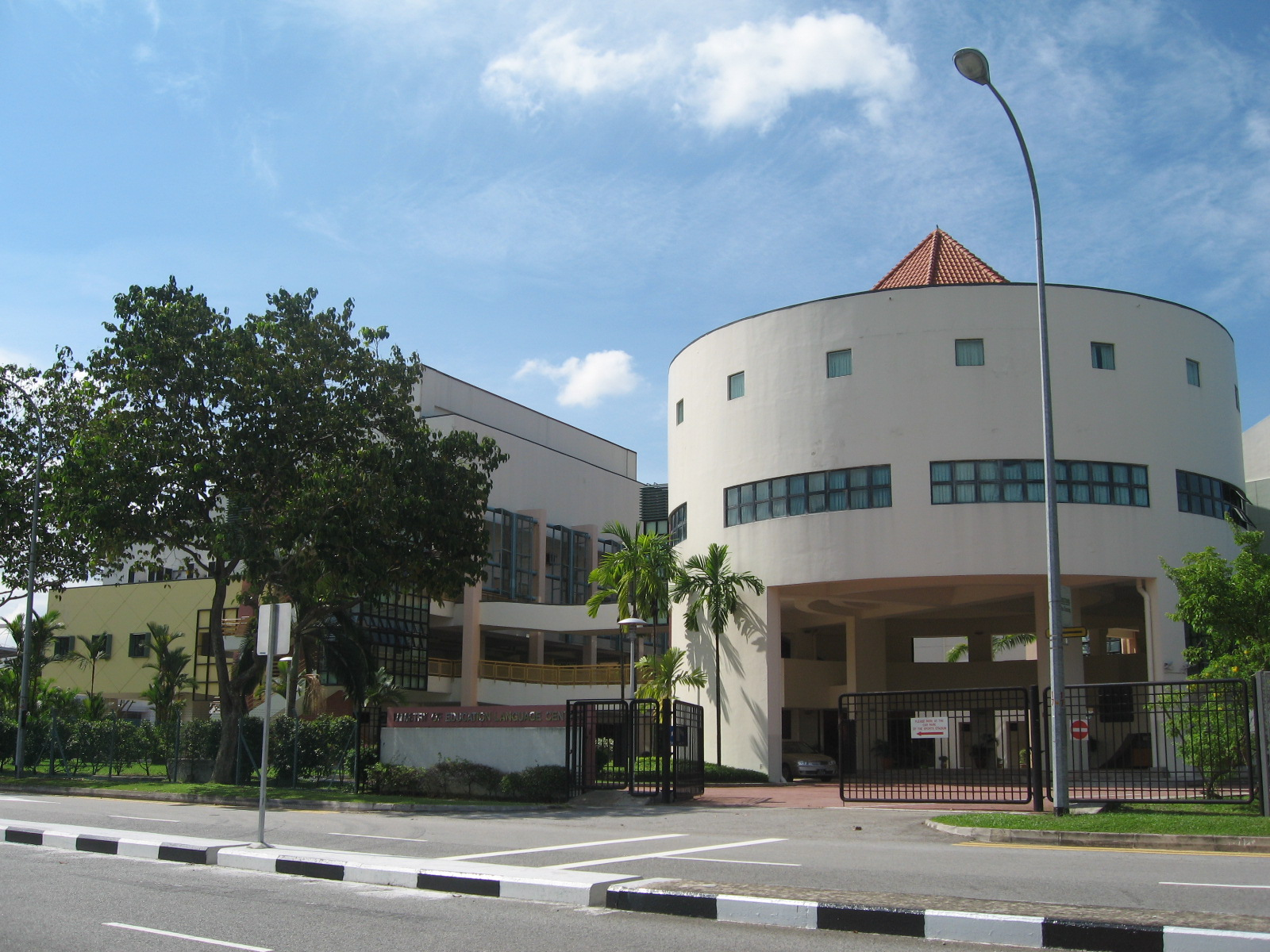
1998年开课的教育部语文中心璧山校区。

中心的另一个主要目的是丰富语言教育，并将学习成绩提供给学生各自的学校。 这是因为随着学生在中专和大专阶段升学，其他学科的工作量也使许多学生放弃第三语言科目。 MOELC将学生所修读的所有课程日志记录下来，让学生可以其作为日后的部分资格文凭。
根据所修读的语言，学生也可参加其他其他外语考试，如法国的DELF / DALF认证考试和日本语能力考试。 对于那些在课程结束时至少取得新加坡-剑桥普通教育证书高级水准（新加坡-剑桥GCE A-水准）会考及格的初级学院学生来说，为额外考试。 这主要是针对打算旅居海外接受高等教育的学生，并且目的地国的国家或官方语言是他们的第三语言。
目前，MOELC不提供泰米尔语母语及外语课程。因此，所就读的学府不提供淡米尔语的学生将被安排到其他替代中心（多为附近学府，见新加坡学校名单）。
从2008年起，印度尼西亚和阿拉伯语作为亚洲语言计划的一部分成为MOELC的外语选择，使教育部提供的第三语言数量从原来的五个增加到七个。 这两个第三语言的目的是促进未来新加坡与印度尼西亚的交往，并打通中东的桥梁（中东为世界上快速发展的地区之一）。
尽管新加坡人一般对这些语言知之甚少，但法语，德语，日语和最近加入的阿拉伯语为新加坡最受推广的几门外语。 在樟宜机场，法文，德文和日文的文字并列四种官方语言之中，为指示牌的显示语言。
从2014年1月起，西班牙语成为了中一学生的第三语言选择。西班牙语也将于2018年起提供给就读于初级学院的高一生。

### 交流计划
MOELC每年都会安排指定学生参加交流项目，让学生到以其第三语言为主要语言的国家进濡。 这将帮助学生更好地学习和欣赏所修读的语言。

## 历史
以前，在温斯特路只有一个语言中心。 以前没有提供外语课程的中央学院，而是由8个分散的区域机构教授额外的语言。 教育部决定将所有的教师和资源整合到一个集中的教学环境中，以提高学生的学习效率。璧山语言中心因此于1996年成立。 

## 收生概况

### 学费
MOELC不收取学费，但学生必须购买自己的教材和教材。 这笔费用因所采用的语言而异。 例如，法语课程第一年的材料费用在90-100新元左右。 然而，在第一年之后，大部分的材料都被重复使用，包括字典。

### 报考要求
入学要求主要以学术为主。 一般来说，通过小学考试（PSLE）考试的学生中，有10％要考入法语，德语和日语课程，入读马来语特别课程的为前30％。 只有在第二语言豁免的情况下，学生的入学门槛才可被降低。
因此，大部分学生通常来自精英中学，平均PSLE分数也较高。 而其他学生包括来至初级学院的学生，MOELC没有提供小学年级课程。
严格来说，如果学生不是新加坡的公民或永久居民，他/她只能参加马来语课程，但豁免情况很常见。

### 日本和马来语第一语文入学要求
由于日语写作系统包括汉字，只有充分掌握了中文的学生才可以报考日语课程。因此除了豁免案例外，只有以华语为PSLE学科的学生可报读日语。
马来语第一语文是以小学知识为延续，所以只有把马来语作为PSLE学科的学生才有资格获得高等马来语。 非马来族学生，或者未以马来语作为PSLE学科的学生，可以修读马来语特别课程（MSP）。

### 课程时间
在2009年之前，MOELC的课程分两场进行，一场是下午二时三十分至四时三十分，一场是下午四时三十分至六时三十分。考试可能在上午或下午进行，时间可变。在一个特定的日子会有几百名学生参加，学生每周两天。可能会进行五次。这使得每年入学人数达到几千人。
从2009年开始，提供法语，德语和日语的中一至中四学生只需每周一次在MOELC上课。每节课持续3小时15分钟，休息15分钟，还有45分钟的电子学习。因此，与2009年之前的安排类似，每周执行4小时的指导。
提供马来语（特别课程），阿拉伯语和印度尼西亚语的学生在2009年之前继续学习，直到2011年2月7日。从2011年2月7日起，这些学生每周只能上课一次，时间为3小时15分钟。
JC H1和H2学生在2009年之前提供法语，德语和日语的学习安排;他们每周参加两次课，每次持续2小时。
假设将45分钟的每周电子学习引入到提供法语，德语和日语的中一至四年级学生的课程中，导致以前每年两次的所有其他课程取消了电子学习周，包括未受影响的阿拉伯语和印度尼西亚语，以及JC H1和H2法语，德语和日语课程。通过使用在线电子学习门户，引入每周电子学习。然而，自2013年6月以来，门户网站的使用已经停止。

## 中心设施

### 璧山校区
璧山校区位于前工艺教育学院璧山校区与璧山体育场之间的璧山街14号，位于璧山巴士转换站以北，以大大草场分隔。 
该中心也拥有多个IT实验室，一个多语种图书馆和一个可用于演讲，讲座和放映外语电影的礼堂。 所有的教室都有多媒体设备。

### 纽顿校区
纽顿校区位于Cairnhill路136号。 可通过纽顿地铁站进入捷运（MRT）网络。